# Karen Drogin
Karen Drogin (* 7. Juli 1965 in New York City; Pseudonym Carly Phillips) ist eine US-amerikanische Schriftstellerin. Sie schreibt vor allem Liebesromane.

## Leben
Drogin studierte zunächst Politikwissenschaften an der Brandeis University und machte dort 1987 ihren Abschluss. 1990 schloss sie ihr Studium der Rechtswissenschaften an der Boston University ab. Anschließend arbeitete sie für die internationale Anwaltsfirma Sonnenschein Nath & Rosenthal.
Neben ihrer Tätigkeit als Anwältin begann Drogin zu schreiben. 1998 veröffentlichte sie ihren Debütroman; seitdem sind rund zwei Dutzend weitere Werke von ihr erschienen (Stand Sommer 2022). 2002 stellte Kelly Ripa „The Bachelor“ im Frühstücksfernsehen auf ABC vor, was Drogin einer breiten Öffentlichkeit zugänglich und das Buch zum Bestseller machte.